# Margrit Liniger-Imfeld
Margrit Liniger-Imfeld (* 14. November 1917 in Luzern; † 7. März 2010) war eine Luzerner Vorkämpferin für das Frauenstimmrecht, die sich auf kantonaler und nationaler Ebene für die Schweizerische Frauenbewegung engagierte.

## Leben und politisches Wirken
Margrit Liniger-Imfeld wuchs in Luzern in einer Arztfamilie auf. Nach dem Tod ihres Vaters verliess sie aus finanziellen Gründen das Gymnasium und besuchte die städtische Töchterhandelsschule. 1935 schloss sie diese mit einem Diplom ab. Anschliessend arbeitete sie in einem Reisebüro, in Hotels im In- und Ausland (Italien, England) und in einem Handelsunternehmen.
Sie heiratete 1940 Richard Liniger. Dieser leitete während des Zweiten Weltkriegs das Kriegswirtschaftsamt der Stadt Luzern. Margrit Liniger-Imfeld erledigte einen Grossteil seiner Schreibarbeiten. Sie hatten zusammen zwei Söhne. Ihr Mann starb 1978.
Ab 1947 engagierte sich Margrit Liniger-Imfeld in der Liberalen (damals Freisinnigen) Frauengruppe. 1956–1963 war sie deren Präsidentin.
Bald darauf gründete sie zusammen mit anderen Frauenorganisationen den Arbeitskreis für die politischen Rechte der Frau und die Kantonale Vereinigung Liberaler Luzernerinnen, die sie ebenfalls präsidierte. Ihr Ehemann unterstützte ihr politisches und soziales Engagement.
Aus dem Arbeitskreis ging 1961 die Frauenzentrale hervor – eine Dachorganisation von Frauenverbänden, die Informations- und Auskunftsdienste für Frauen anbietet. Liniger-Imfeld war zudem Mitglied der Primarschulpflege (1953–1965).
Sie besuchte von 1968 bis 1971 die Schule für Sozialarbeit Luzern.
Im Januar 1972 eröffnete an der Pilatusstrasse das Sekretariat der Frauenzentrale. Unter anderem schuf diese eine Elternschule und übernahm die vom Verein für Frauenbestrebungen geführte Rechtsauskunftsstelle. Innert Kürze stiegen die Anfragen von 164 im Jahr 1964 auf 669 im Jahr 1971.
Margrit Liniger-Imfeld war während 12 Jahren Präsidentin der aus der Schweizerischen Ausstellung für Frauenarbeit (SAFFA) hervorgegangenen Stiftung für Stipendien an Frauen. Diese unterstützt die Frauen bei Aus- und Weiterbildungen finanziell.
Sie unternahm viele Reisen und Wanderungen mit Käthi Limacher.